# Novozlatopil, Huleaipole
Novozlatopil (în ucraineană Новозлатопіль) este localitatea de reședință a comunei Novozlatopil din raionul Huleaipole, regiunea Zaporijjea, Ucraina.

## Demografie
Componența lingvistică a localității Novozlatopil
     Ucraineană (90,56%)
     Rusă (9,44%)
Conform recensământului din 2001, majoritatea populației localității Novozlatopil era vorbitoare de ucraineană (90,56%), existând în minoritate și vorbitori de rusă (9,44%).